# Wachseldorn
Wachseldorn ist eine Einwohnergemeinde im Schweizer Kanton Bern. Sie gehört zum Verwaltungskreis Thun.

## Geographie

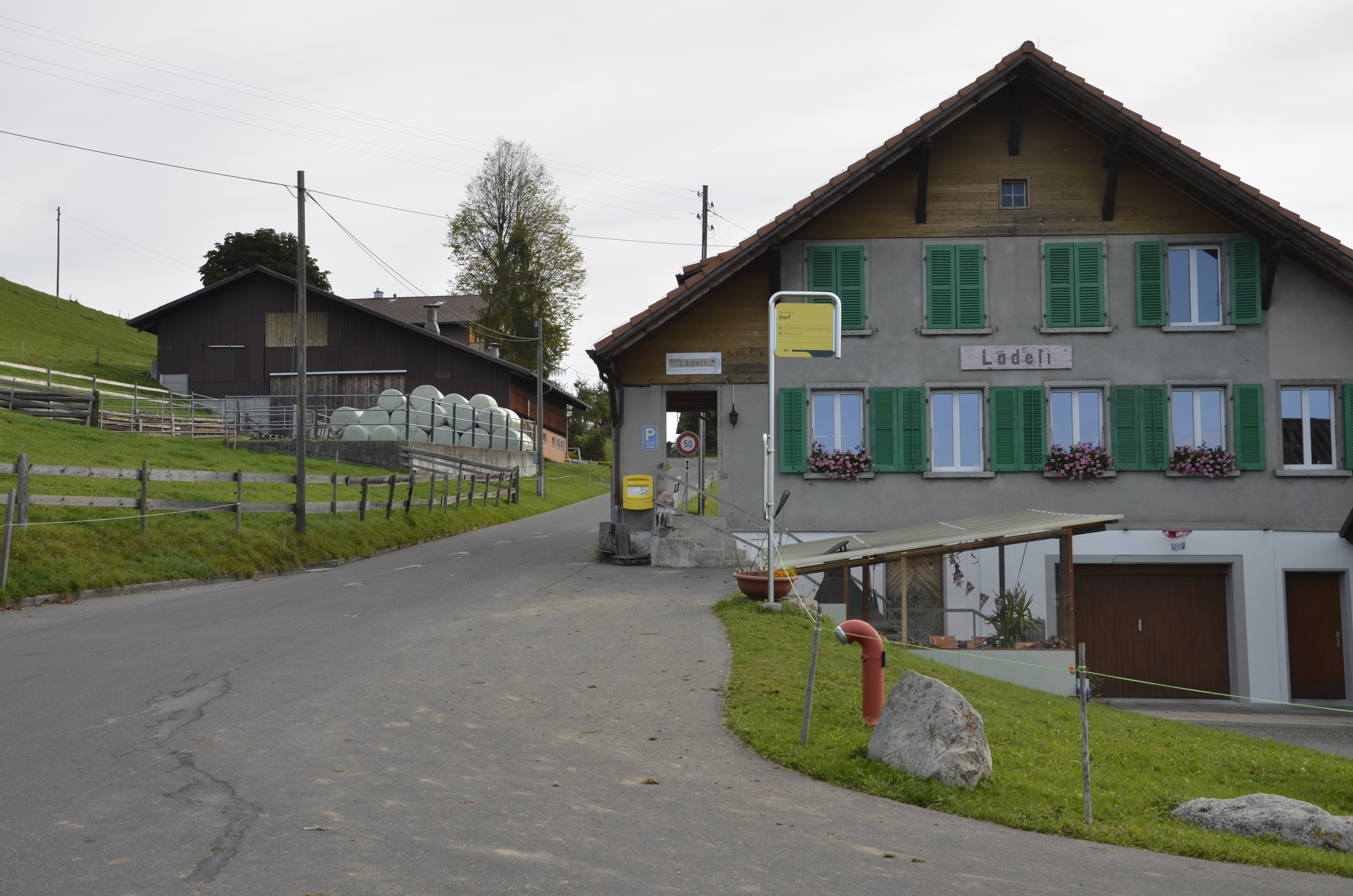
Bushaltestelle Dorf

Der Ort liegt nordöstlich von Steffisburg an den östlichen Ausläufern des Buchholterbergs. Die zwei grössten Siedlungen sind Wachseldorn-Dorf (992 m ü. M.) im westlichen und Süderen (905 m ü. M.) im östlichen Teil der Gemeinde. Daneben gibt es noch etliche Häusergruppen und Einzelgehöfte. Die bedeutendsten Bäche sind die Rohr und das Weidbächli, welche beide gegen Süden entwässern und in die Rotachen münden. Im Nordwesten findet man das Wachseldornmoos, ein Moor von nationaler Bedeutung. Es liegt allerdings – trotz seinem Namen – fast ganz auf dem Gemeindeboden von Buchholterberg. Gleich nördlich von Wachseldorn-Dorf erhebt sich der Wachseldornhubel, der mit 1034 m ü. M. der höchste Punkt der Gemeinde ist. In der Mitte der Gemeinde liegen von Nord bis Süd grössere Waldgebiete. Vom gesamten Gemeindeareal von 351 ha sind 69,8 % landwirtschaftlich genutzt. Weitere 24,9 % des Gemeindebodens sind von Wald und Gehölz bedeckt, und nur 5,1 % sind Siedlungsfläche (2009).
Wachseldorn grenzt im Westen an Buchholterberg, im Norden und Osten an Röthenbach im Emmental und im Süden an Oberlangenegg.

## Bevölkerung

### Sprachen
Die Bevölkerung spricht im Alltag eine hochalemannische Mundart, die zu den Dialekten des Berndeutschen gehört. Bei der letzten Volkszählung im Jahr 2000 gaben alle Bewohner Deutsch als ihre Hauptsprache an.

### Religionen – Konfessionen
In früheren Zeiten gehörte die gesamte Einwohnerschaft zur Evangelisch-reformierten Landeskirche. Noch gegenwärtig (Stand 2000) sind 90,04 % evangelisch-reformierte, 3,20 % römisch-katholische und 0,36 % freikirchliche Christen. Daneben gibt es 2,85 % Konfessionslose. 3,56 % der Bewohner machten keine Angaben zu ihrem Glaubensbekenntnis.

### Herkunft – Nationalität
Anfang 2005 waren von den 266 Einwohnern 265 (= 99,62 %) Schweizer Bürger. Bei der letzten Volkszählung waren es gar 100 %.

## Politik
Die Stimmenanteile der Parteien anlässlich der Nationalratswahl 2023 betrugen: SVP 69,2 % (−7,0 %), EDU 10,8 % (+6,0 %), SP 6,2 % (−0,1 %), EVP 3,5 % (−1,6 %), SD 2,6 % (+2,5 %), Mitte 2,4 % (−1,8 %), GPS 2,2 % (+0,9 %), glp 1,7 % (+0,5 %), FDP 0,4 % (+0,1 %).

## Verkehr
Der Ort ist durch die Buslinie 42 (Thun–Süderen–Heimenschwand) der STI an das Netz des öffentlichen Verkehrs angeschlossen.
Der Ortsteil Süderen liegt an der Schallenbergstrasse von Steffisburg ins Entlebuch, der Ortsteil Wachseldorn-Dorf dagegen an der Strasse Süderen–Bleiken–Oberdiessbach resp. Süderen–Fahrni–Steffisburg. Die nächsten Autobahnanschlüsse sind Thun-Nord und Kiesen an der A6.

## Abwasser
Zur Reinigung des Abwassers wurde die Gemeinde an die ARA Thunersee in der Uetendorfer Allmend angeschlossen.

## Persönlichkeiten
- Michael Bieri (* 2004), gewann an den Worldskills 2024 in Lyon die Goldmedaille als Zimmermann, an den EuroSkills 2023 die Silbermedaille
- Johannes Itten (1888–1967), Maler und Kunstpädagoge, geboren in Süderen-Linden
- Michael Schüppach (1707–1781), «Wunderdoktor», verbrachte ab ca. 1725 eine zweijährige Lehrzeit beim Wundarzt Daniel Fuhrer in Wachseldorn